# Емма (графиня Провансу)
Емма (фр. Emma de Provence; бл. 980 — 1063) — графиня Провансу в 1037—1063 роках.

## Життэпис
Походила з династії Бозонідів (Прованського дому), зі старшої гілки. Донька Ротбальда II, графа і маркіза Провансу, та Ерменгарди. Народилася близько 980 року. До 992 року видано заміж за Вільгельма III, графа Тулузи.
Перша письмова згадка про неї відноситься до 998 року. 1014 року помирає батько Емми. Невдовзі мати виходить заміж за Рудольфа III, короля Бургундії.
1019 року Емма вперше письмово згадується як графиня Тулузька. Вже у 1020 році чоловік Емми вступив у конфлікт з її братом Вільгельмом III, графом Провансу, стосовно Прованського маркізату, яким близько 1023 року брат Емми вимушений був поступитися. У 1023 році вона та її чоловік зробили пожертву абатству Сен-Віктора в Марселі. 1024 року зробила нову пожертву абатству Св. Андрія в Авіньйоні.
1037 року помирає її чоловік, невдовзі після смерті брата успадкувала Прованське графство (втім існує більш сумнівна версія, що вона отримала Прованський маркізат). Невдовзі зробила своїм співграфом сина Бертрана, графа Форкалькьє. Впливала на справи Провансу до самої смерті у 1063 році.

## Родина
Чоловік — Вільгельм III Тайлефер, граф Тулузи
Діти:
- Понс (бл. 992—1060), граф Тулузи
- Бертран (д/н—1040), граф Форкалькьє з 1029 року
- Гільдегарда (Герберга), дружина Фулька Бертрана, графа і маркіза Провансу
- Рангалда, дружи П'єра II Рамона, графа Каркассона